# Dobrosław-Kolonia
Dobrosław-Kolonia [pronunciación en polaco: /dɔˈbrɔswaf kɔˈlɔɲa/] es un pueblo ubicado en el distrito administrativo de Gmina Lututów, dentro del Distrito de Wieruszów, Voivodato de Łódź, en Polonia central. Se encuentra aproximadamente a 5 kilómetros al sureste de Lututów, a 23 kilómetros al este de Wieruszów, y a 85 kilómetros al suroeste de la capital regional Łódź.
El pueblo tiene una población de 100 habitantes.